# Lepence
Lepence – wieś w Słowenii, w gminie Bohinj. W 2018 roku liczyła 37 mieszkańców.